# Melvin Berman
Melvin Berman (* 28. Februar 1929 in Hartford/Connecticut; † 2. April 2008 in Toronto) war ein US-amerikanisch-kanadischer Oboist, Komponist und Musikpädagoge.

## Leben
Berman studierte Oboe bei Clement Lenom und Harold Gomberg. Er war Erster Oboist verschiedener US-amerikanischer und kanadischer Orchester, darunter des Toronto Philharmonic und des Orchestre symphonique de Montréal und der Sinfonieorchester des NFB, der CBC und ab 1975 der Canadian Opera Company. Er gründete das Trio baroque de Montréal (1955, mit Mario Duschenes, Flöte und Kelsey Jones, Cembalo) und das Pro Arte Woodwind Quintet und war ab 1971 als Nachfolger von Perry Bauman Mitglied des Toronto Woodwind Quintet.
Ab 1950 unterrichtete Berman Holzblasinstrumente an der University of Hartford, von 1956 bis 1970 am Konservatorium von Montreal. Daneben unterrichtete er von 1956 bis 1970 an der McGill University und von 1969 bis 1979 beim National Youth Orchestra of Canada. An der Universität Toronto begann er 1971 zu unterrichten und leitete ab 1988 den Fachbereich für Holzblasinstrumente.
1962 komponierte Berman ein Bläserquintett. Er arrangierte außerdem Werke von Wolfgang Amadeus Mozart und Johann Sebastian Bach und das Oboenkonzert von Alessandro Marcello für Bläserensemble und gab Oktette von Wilhelm Friedrich Ernst Bach und Josef Triebensee heraus. Für das Medienzentrum der Universität Toronto produzierte er die Filme The Oboe Reed (1972) und The Oboe (1981). Sein Buch The Art of Oboe Reed Making erschien 1988.